# Notiophilus rufipes
Notiophilus rufipes – gatunek chrząszcza z rodziny biegaczowatych i podrodziny leszowych. Zamieszkuje Europę, zachód Azji; ponadto podany został z Ameryki Północnej jako zawleczony. Bytuje w ściółce.

## Taksonomia
Gatunek ten opisany został po raz pierwszy w 1829 roku przez Johna Curtisa. W 1994 roku Arvīds Barševskis wyznaczył go gatunkiem typowym nowego rodzaju Makarovius, jednak taka klasyfikacja nie przyjęła się.

## Morfologia
Chrząszcz o ciele długości od 4 do 6,6 mm. Ubarwienie wierzchu ciała jest smoliście czarne z silnym połyskiem mosiężnym lub miedzisto czerwonobrązowe; brak jest żółtawych plamek na wierzchołkach pokryw lub są one bardzo słabo zaznaczone.
Głowa jest większa niż u wyszczerka żwawego. Czułki są czarne z trzema lub czterema nasadowymi członami żółtymi lub żółtoczerwonymi. Głaszczki mają pomarańczowe nasady.
Przedplecze ma boczne krawędzie przed kątami tylnymi wyraźnie wklęśnięte i jest ku podstawie zwężone znacznie silniej niż u wyszczerka żwawego. Pokrywy są dłuższe i grubiej punktowane niż u wyszczerka lśniącego. Zewnętrzne międzyrzędy pokryw są wypukłe, gładkie i lśniące. Drugi międzyrząd jest szerszy niż te od trzeciego do piątego razem wzięte i ponad trzykrotnie szerszy od trzeciego. Międzyrzędy od trzeciego wzwyż są podobnych szerokości. Czwarty międzyrząd jest co najwyżej nieznacznie szerszy od sąsiednich. Niemal zawsze w międzyrzędzie tym leży tylko jeden punkt szczecinkowy (chetopor dorsalny) umieszczony przed środkiem pokryw, rzadko punkty te są dwa. Wierzchołkowe punkty szczecinkowe (chetopory apikalne) na każdej pokrywie są zwykle dwa, ale może być tylko jeden. Występują zarówno osobniki o skrzydłach tylnych w pełni wykształconych (formy długoskrzydłe), jak i osobniki nielotne o skrzydłach skróconych (formy krótkoskrzydłe), ale dominują te pierwsze. Na episternitach zapiersia obecne jest skąpe punktowanie. W kolorystyce odnóży dominuje jaskrawy rudy czy żółtoczerwony, choć uda (zwłaszcza tylne) i wierzchołki poszczególnych członów stóp zwykle są poprzyczerniane.

## Ekologia i występowanie

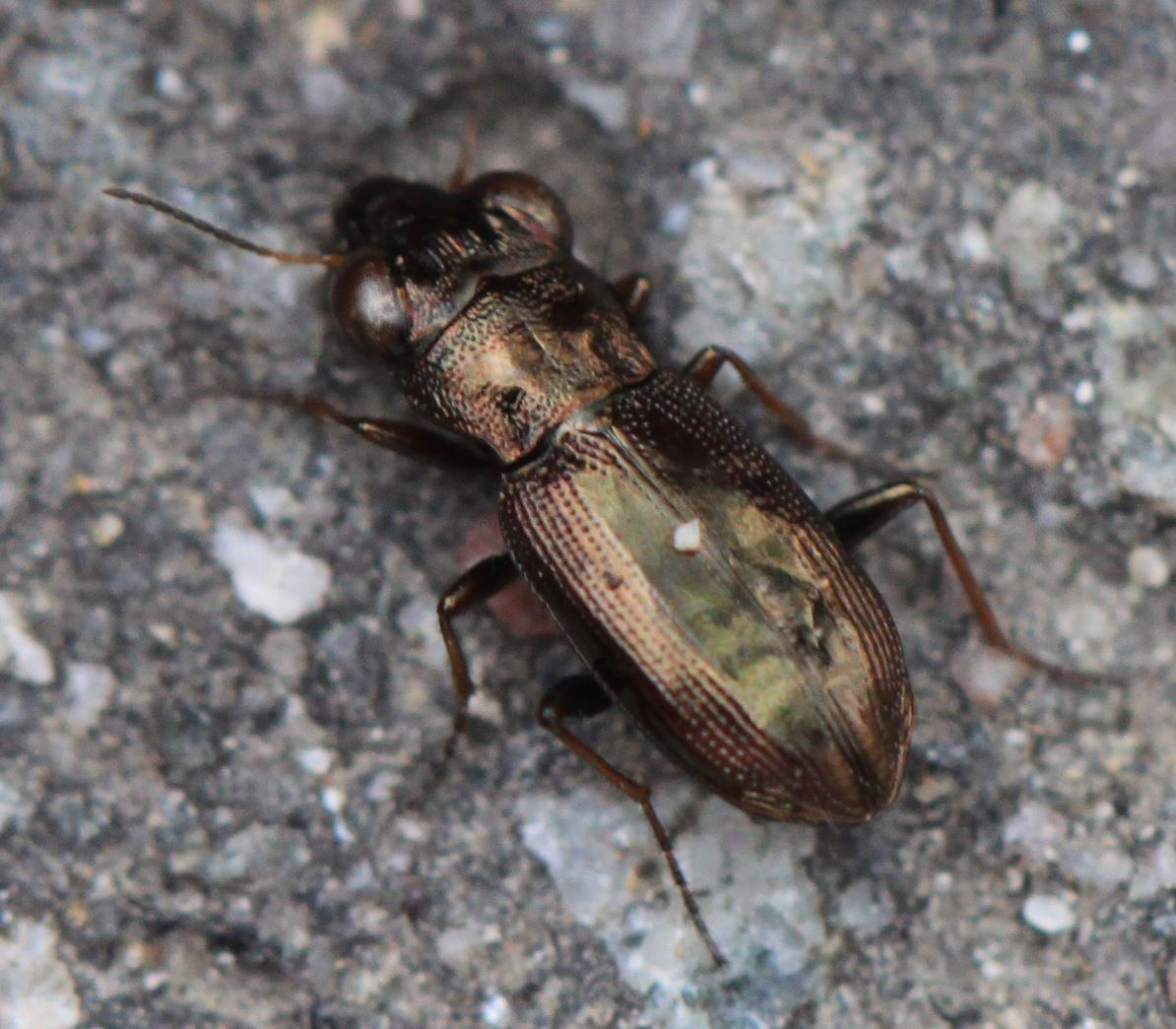
Imago w naturalnym środowisku

Owad rozmieszczony głównie od nizin po pogórza, acz notowany z rzędnych 2000 m n.p.m. Ciepłolubny. Zamieszkuje lasy liściaste i mieszane (chętnie bukowe) i ich pobrzeża, zarośla, winnice, sady, a wg części autorów także łąki, zbiorowiska kserotermiczne i wydmy. Preferuje stanowiska wilgotniejsze niż wyszczerek żwawy. Bytuje w ściółce, wśród opadłego listowia i mchów. Najczęściej obserwowany jest u podstawy pojedynczo rosnących drzew. Szybko biega i lata. Osobniki dorosłe aktywne są od marca do czerwca i od sierpnia do października; stanowią stadium zimujące.
Gatunek pierwotnie palearktyczny o europejskim typie rozsiedlenia. W Europie znany jest z Portugalii, Hiszpanii, Irlandii, Wielkiej Brytanii (Anglii i Walii), Francji, Belgii, Holandii, Niemiec, Szwajcarii, Liechtensteinu, Austrii, Włoch, Danii, Szwecji, Norwegii, Finlandii, Polski, Czech, Słowacji, Węgier, Ukrainy, Mołdawii, Rumunii, Bułgarii, Słowenii, Chorwacji, Bośni i Hercegowiny, Serbii, Czarnogóry, Albanii, Macedonii Północnej, Grecji oraz europejskiej części Rosji. W Azji podawany jest z anatolijskiej części Turcji, Gruzji, Armenii, Azerbejdżanu i syberyjskiej części Rosji. Ponadto zawleczony został do Ameryki Północnej, gdzie to odłowiono w 1975 roku pojedynczy okaz w Georgii. Nie wiadomo jednak czy gatunek ten stworzył tam stabilną populację.
W środkowej części Europy w miarę przesuwania się ku północnemu wschodowi staje się coraz rzadszy. W Bohemii jest rzadki i lokalny, na Morawach notowany rzadko, a na Słowacji obserwowany sporadycznie. W Polsce w XX wieku jego wykazania bywały kwestionowane, jednak później potwierdzono jego występowanie na kilku stanowiskach w obrębie Niziny Wielkopolsko-Kujawskiej i Pojezierza Pomorskiego. Proponowano umieszczenie go w Polskiej czerwonej księdze zwierząt. 